# Avenida Santa Fe

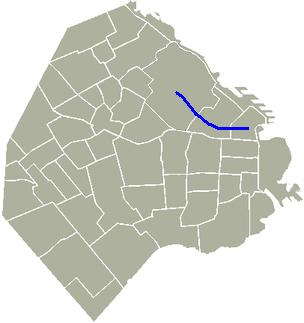
Lage der Avenida Santa Fe

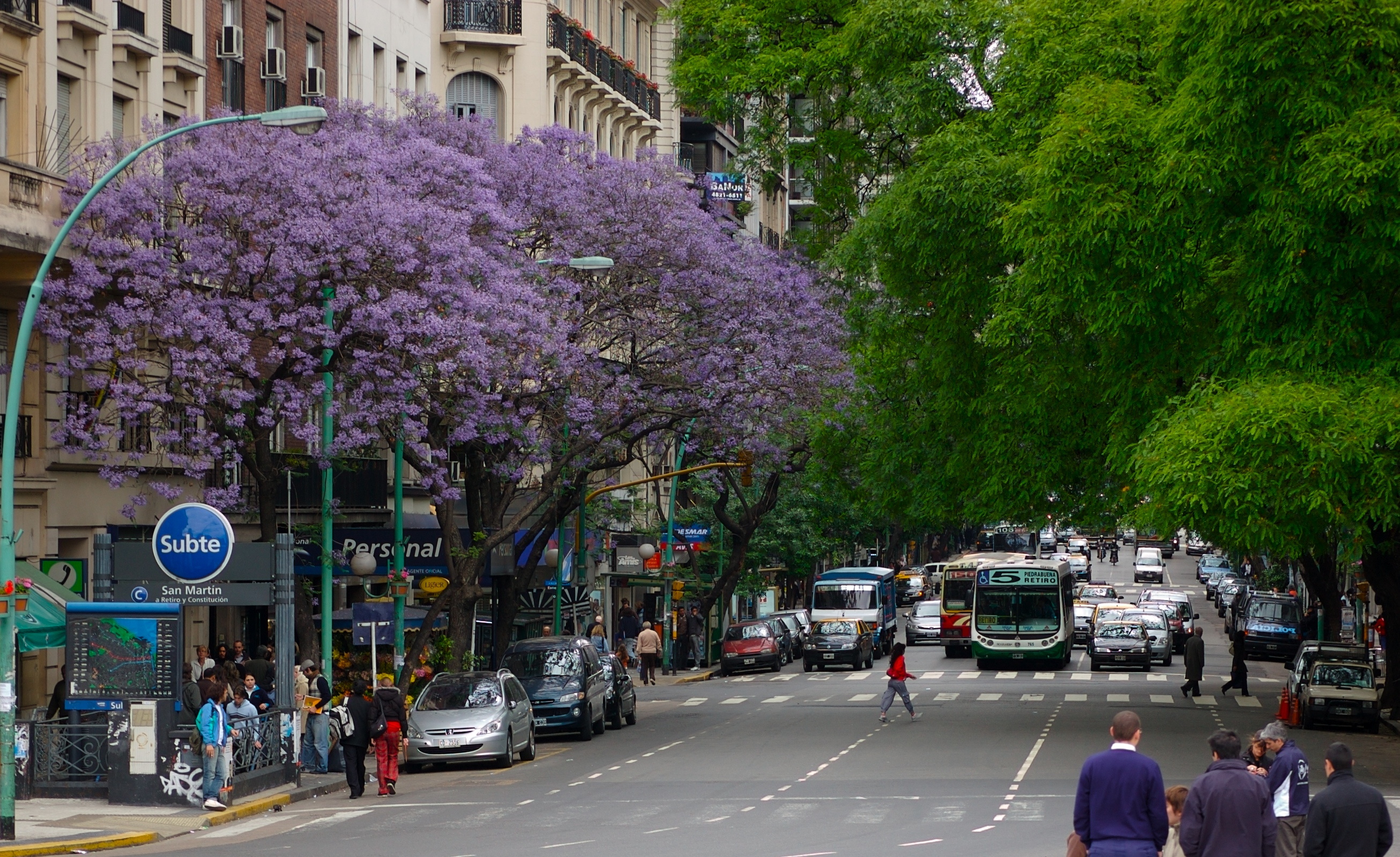
Die Avenida Santa Fe zwischen der Maipú- und Esmeralda-Straße

Die Avenida Santa Fe ist eine der Hauptdurchgangsstraßen in der argentinischen Hauptstadt Buenos Aires.

## Überblick
1774 war die Avenida, damals noch als Calle San Gregorio bekannt, die nördliche Grenze von Buenos Aires. Nach der britischen Invasion am Río de la Plata 1806 wurde sie nach Pío Rodríguez benannt. Rodríguez sollte damit für seine Rolle in der Verteidigung der Stadt geehrt werden. 1810 erklärte Argentinien seine Unabhängigkeit von Spanien und die Avenida wurde umbenannt in Calle Estrecha (die "Schmale Straße"). 1822 wurde sie erstmals verbreitert und erhielt ihren heutigen Namen. Im Zuge der Stadtumgestaltung, initiiert vom Bürgermeister Torcuato de Alvear, wurde sie in den 1880er Jahren nochmals erweitert. Seit 1967 ist die Avenida Santa Fe eine Einbahnstraße und führt von Westen nach Osten.

## Verlauf
Die Avenida Santa Fe beginnt in Retiro, am südlichen Ende der Plaza San Martín. Von hier ermöglicht die Avenida einen Blick auf das im Art-déco-Stil erbaute Edificio Kavanagh  und das Plaza Hotel und führt vorbei am Palacio Paz (heute ein öffentliches Gebäude). Die Avenida führt dann westwärts vorbei am Olivetti-Gebäude von 1964, eines der ersten Gebäude im Internationalen Stil in Buenos Aires und über die breite Avenida 9 de Julio. Als Nächstes sieht man das Gebäude der Argentinischen Wissenschaftlichen Gesellschaft im Greek-Revival-Stil und das Teatro Regina im Art-déco-Stil. Ab der Avenida Callao führt die Avenida durch den Stadtteil Recoleta. Dieses Teilstück ist eine beliebte Gegend zum Einkaufen in Buenos Aires.
Hinter der Avenida Callao trifft die Avenida Santa Fe auf das ehemalige Teatro Gran Splendido, das 2000 in die Buchhandlung El Ateneo umgewandelt wurde. Nach der Avenida Pueyrredón verläuft seit den 1920er Jahren die Linie D der U-Bahn von Buenos Aires unter der Avenida Santa Fe. 
Im Stadtteil Palermo verläuft die Avenida zunächst entlang des Botanischen Gartens, des Zoos und der Plaza Italia mit dem Denkmal für Giuseppe Garibaldi und passiert anschließend das Gelände der La Rural, der Landwirtschaftsmesse von Buenos Aires. Die Avenida Santa Fe endet schließlich am Bahnhof Ministro Carranza, von wo sie geographisch als Avenida Cabildo fortgeführt wird und bis in die Vororte von Buenos Aires reicht.